# Amédée Bollée
Amédée Bollée (ur. 1844 w Le Mans, zm. 1917 w Paryżu) – francuski ludwisarz i konstruktor pojazdów parowych.
Po swoim ojcu odziedziczył odlewnię dzwonów w rodzinnym Le Mans. W swoim warsztacie w latach 1873–1885 opracował serię pojazdów drogowych z napędem parowym. Pierwszy pojazd jego konstrukcji, L’Obéissante w 1875 roku odbył podróż z Le Mans do Paryża (230 km) w 18 godzin. Inne pojazdy jego konstrukcji to m.in. La Mancelle (1878) i ciągnik artyleryjski La Marie-Anne (1879).
Jego synowie Léon (1870–1913) i Amédée (1872–1926) zajęli się w późniejszych latach konstrukcją samochodów z silnikiem spalinowym.

## Galeria

Pojazdy projektu Bolléego
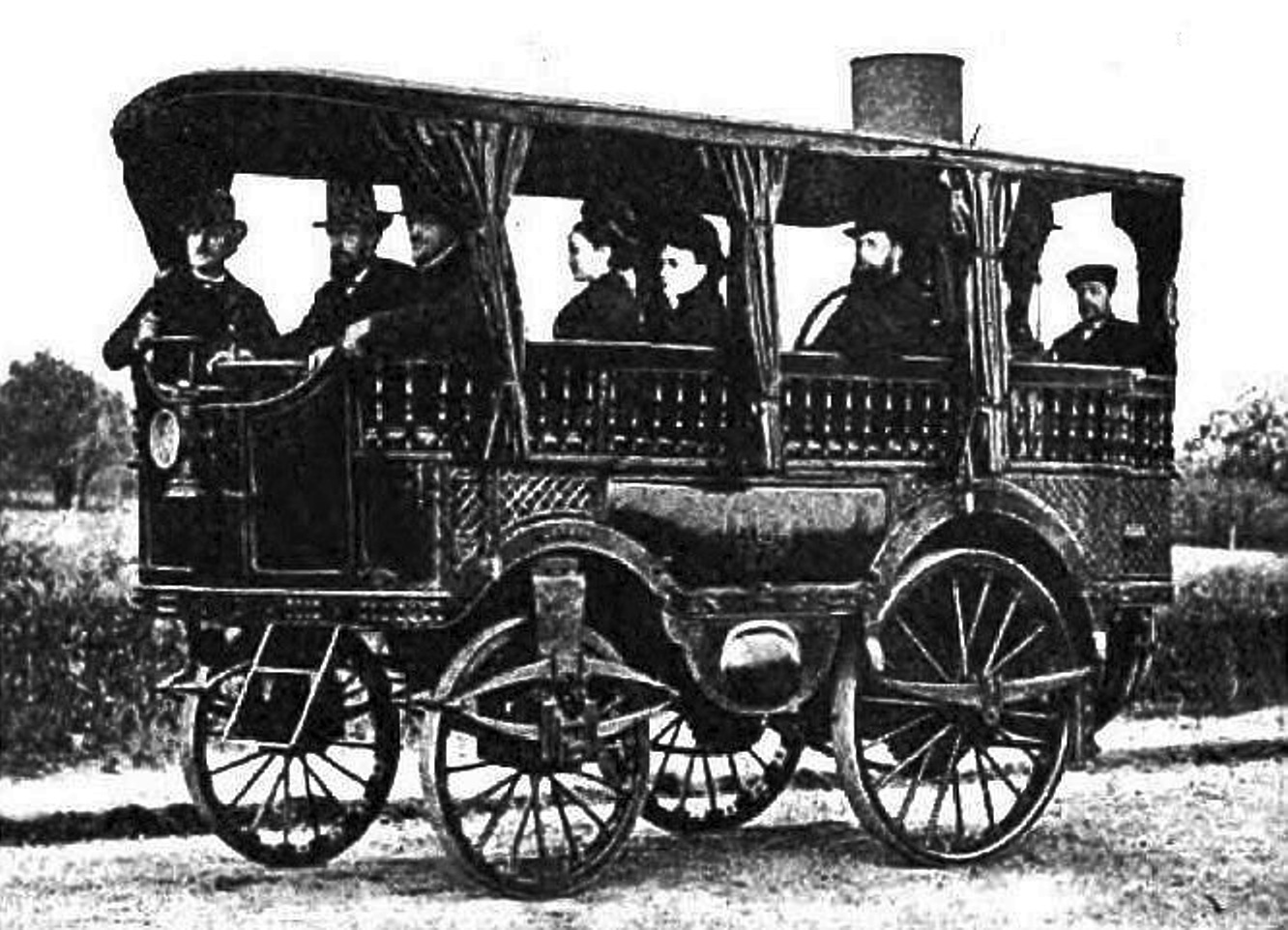
L’Obéissante (1873)
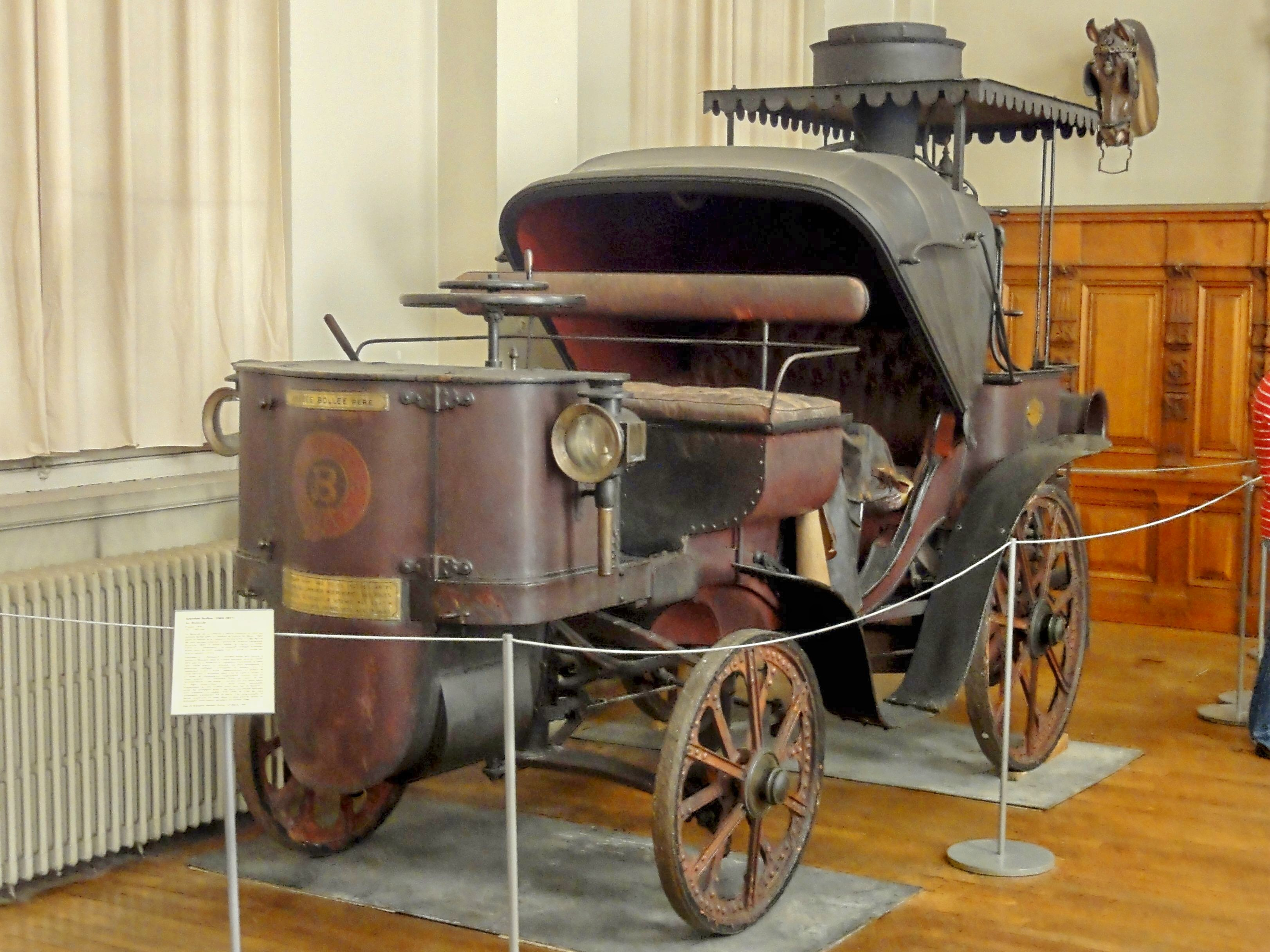
La Mancelle (1878)
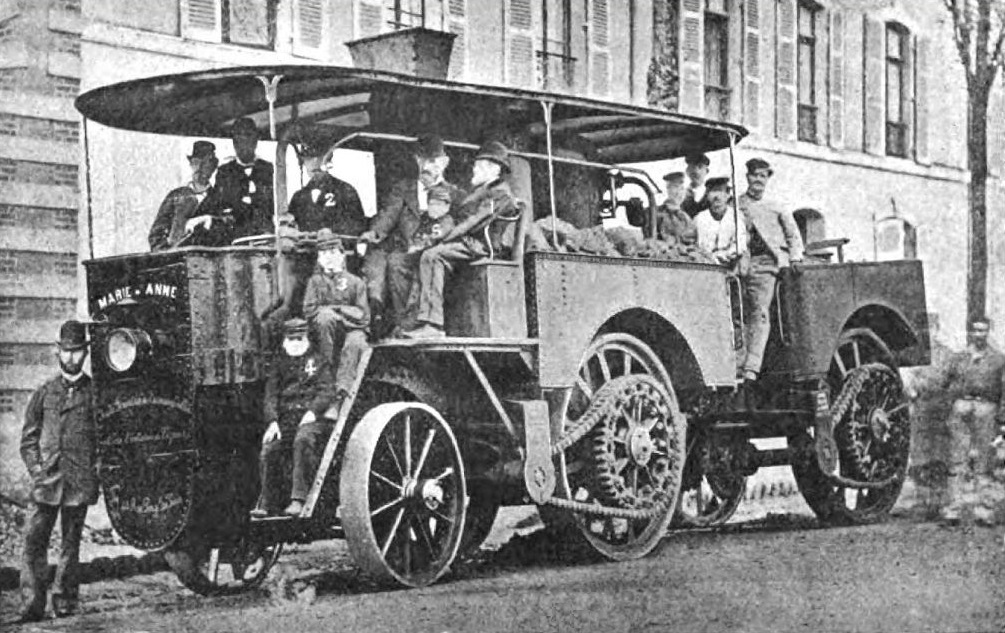
La Marie-Anne (1879) z rodziną Bollée na pokładzie